# Spoorlijn Saint-Pol-sur-Ternoise - Étaples
De Spoorlijn Saint-Pol-sur-Ternoise - Étaples is een Franse spoorlijn van Saint-Pol-sur-Ternoise naar Étaples. De lijn is 61,7 km lang en heeft als lijnnummer 308 000.

## Geschiedenis
De lijn werd aangelegd door de Compagnie des chemins de fer du Nord en geopend in twee delen, van Montreuil naar Étaples op 1 oktober 1875 en van Saint-Pol-sur-Ternoise naar Montreuil op 5 augustus 1878. In augustus 2017 is de lijn gesloten voor een volledige renovatie en april 2021 is deze heropend.

## Treindiensten
De SNCF verzorgt het personenvervoer op dit traject met TER treinen.
| Serie | Treinsoort | Route                                               | Bijzonderheden |
| ----- | ---------- | --------------------------------------------------- | -------------- |
| P 53  | TER (SNCF) | Arras – Saint-Pol-sur-Ternoise – Étaples-Le Touquet |                |

## Aansluitingen
In de volgende plaatsen is of was er een aansluiting op de volgende spoorlijnen:
Saint-Pol-sur-Ternoise
RFN 289 000, spoorlijn tussen Fives en Abbeville
RFN 307 000, spoorlijn tussen Arras en Saint-Pol-sur-Ternoise
Étaples
RFN 311 000, spoorlijn tussen Longueau en Boulogne-Ville